# Kap Timberlake
Kap Timberlake ist ein wuchtiges Kap an der Hillary-Küste des ostantarktischen Viktorialands. Es liegt auf der Westseite der Mündung des Skelton-Gletschers in das Ross-Schelfeis.
Das Advisory Committee on Antarctic Names benannte das Kap 1964 nach Lieutenant Commander Lewis G. Timberlake (1924–1993) von der United States Navy, zuständig für die Öffentlichkeitsarbeit auf der McMurdo-Station im Jahr 1962.